# Аутлев, Максим Муратович
Макси́м Мура́тович А́утлев (29 июля 1977, Карачаевск, Карачаево-Черкесская АО, Ставропольский край, РСФСР, СССР) — российский футболист, играл на позициях полузащитника и нападающего.

## Карьера

### Клубная
Выпускник харьковского спортинтерната. Профессиональную карьеру игрока начинал в 1995 году в команде первой российской лиги «Дружба» из Майкопа. В составе команды Аутлев выступал на протяжении двух лет, проведя 18 встреч за основной коллектив майкопчан и ещё 33 матча в составе дубля.
В Армавире стал игроком местного «Торпедо», где провёл 37 игр, в которых дважды забивал голы. В 1998 году вернулся в Майкоп, где за два сезона стал одним из основных игроков команды, проведя на поле 62 матча, а также отметившись пятью забитыми мячами. В 2000 году покинул «Дружбу», заключив контракт с клубом первой лиги нальчикским «Спартаком». А ещё через год в команду нальчан перешёл хорошо знакомый Аутлеву по работе в Майкопе Софербий Ешугов. Именно он во время предсезонных сборов принял решение перевести Аутлева с левого края полузащиты в нападение. По итогам первенства Аутлев стал лучшим бомбардиром команды с 12 мячами в активе. Всего же в составе нальчан провёл 100 матчей (96 в первенстве страны и ещё четыре в Кубке), забив за три сезона 24 мяча, и вписав тем самым своё имя в список 25 лучших голеадоров клуба за всю его историю.
В 2003 году перебрался в «Томь», где вместе с командой стал бронзовым призёром первенства страны в первой лиге. Следующий сезон начал в качестве игрока белорусского «Гомеля», но после первого круга подписал контракт с «Арсеналом». После того, как тульский клуб объявил о снятии коллектива с розыгрыша в первой лиге, покинул команду, став игроком астраханского «Волгаря», где была восстановлена его связка с Романом Узденовым, сложившаяся ещё во время выступления в Нальчике.
Перед началом сезона 2006 года Аутлев прошёл предсезонную подготовку вместе с брянским «Динамо», куда он попал по приглашению Ешугова. Но по финансовым причинам трансфер не состоялся, и Аутлев уехал в Казахстан, где выступал в составе клуба высшей лиги «Восток» Усть-Каменогорск. В июле 2006 года вернулся в Брянск, где и завершил карьеру игрока.

### Тренерская
В период с 19 ноября по 2 декабря 2007 года прошёл обучение в Северо-Западном региональном центре по подготовке и лицензированию футбольных тренеров, получил категорию «C».

## Достижения
- Бронзовый призёр первенства России в первой лиге: 2003.
- Лучший бомбардир ФК «Спартак» (Нальчик): 2001.

## Личная жизнь
Мать родом из Харькова, а отец — с Кавказа. Аутлев родился на Кавказе, его семья впоследствии переехала в Харьков.

## Статистика выступлений
| Команда                        | Сезон            | Чемпионат        | Чемпионат | Чемпионат | Кубок | Кубок | Итого | Итого |
| Команда                        | Сезон            | Уров.            | Игры      | Голы      | Игры  | Голы  | Игры  | Голы  |
| ------------------------------ | ---------------- | ---------------- | --------- | --------- | ----- | ----- | ----- | ----- |
| Дружба (Майкоп)                | 1995             | II               | 3         | 0         | 0     | 0     | 3     | 0     |
| Дружба (Майкоп)                | 1996             | II               | 15        | 0         | 1     | 0     | 16    | 0     |
| Дружба (Майкоп)                | Итого            | Итого            | 18        | 0         | 1     | 0     | 19    | 0     |
| Коммунальник-Дружба-д (Майкоп) | 1995             | IV               | 12        | 0         | 0     | 0     | 12    | 0     |
| Коммунальник-Дружба-д (Майкоп) | 1996             | IV               | 21        | 2         | 0     | 0     | 21    | 2     |
| Коммунальник-Дружба-д (Майкоп) | Итого            | Итого            | 33        | 2         | 0     | 0     | 33    | 2     |
| Торпедо (Армавир)              | 1997             | III              | 37        | 2         | 2     | 1     | 39    | 3     |
| Дружба (Майкоп)                | 1998             | II               | 28        | 0         | 4     | 0     | 32    | 0     |
| Дружба (Майкоп)                | 1999             | III              | 34        | 5         | 3     | 0     | 37    | 5     |
| Дружба (Майкоп)                | Итого            | Итого            | 62        | 5         | 7     | 0     | 69    | 5     |
| Спартак (Нальчик)              | 2000             | II               | 31        | 1         | 1     | 1     | 32    | 2     |
| Спартак (Нальчик)              | 2001             | II               | 32        | 12        | 1     | 0     | 33    | 12    |
| Спартак (Нальчик)              | 2002             | II               | 33        | 10        | 2     | 0     | 35    | 10    |
| Спартак (Нальчик)              | Итого            | Итого            | 96        | 23        | 4     | 1     | 100   | 24    |
| Спартак-2 (Нальчик)            | 2001             | IV               | 1         | 1         | 0     | 0     | 1     | 1     |
| Томь (Томск)                   | 2003             | II               | 28        | 3         | 1     | 0     | 29    | 3     |
| Гомель                         | 2004             | I                | 6         | 1         | 0     | 0     | 6     | 1     |
| Арсенал (Тула)                 | 2004             | II               | 12        | 1         | 2     | 0     | 14    | 1     |
| Волгарь-Газпром (Астрахань)    | 2005             | II               | 12        | 1         | 0     | 0     | 12    | 1     |
| Восток (Усть-Каменогорск)      | 2006             | I                | 7         | 1         | 0     | 0     | 7     | 1     |
| Динамо (Брянск)                | 2006             | II               | 18        | 1         | 1     | 0     | 19    | 1     |
| Всего за карьеру               | Всего за карьеру | Всего за карьеру | 330       | 41        | 18    | 2     | 348   | 43    |

Источники:
- Статистика выступлений казахского этапа карьеры взята со спортивного медиа-портала FootballFacts.ru